# Metodo sperimentale

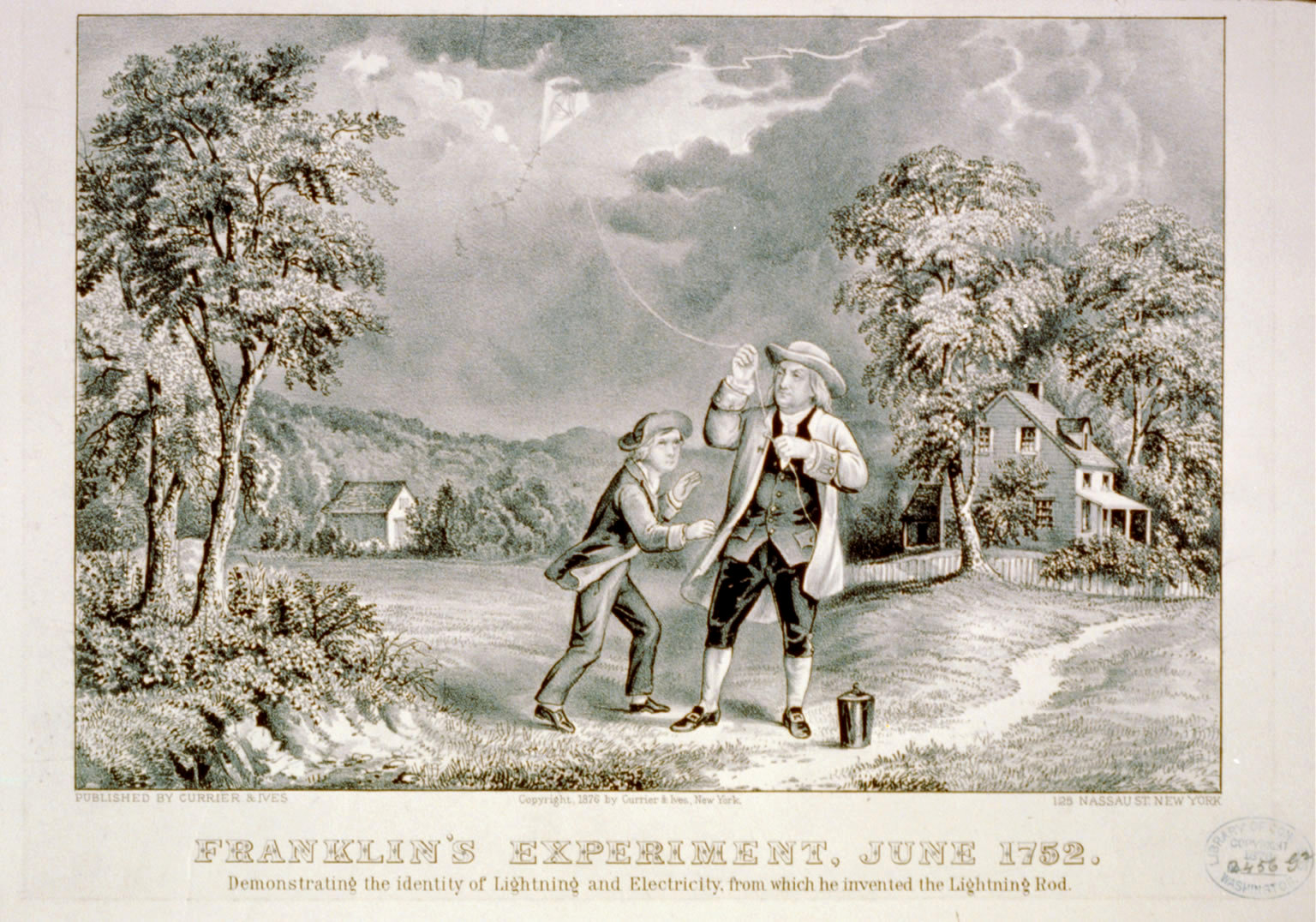
L'esperimento con l'aquilone di Benjamin Franklin (1752) dimostrò la natura elettrica del fulmine

Il metodo sperimentale è un procedimento di formazione e controllo della conoscenza scientifica basato sullo svolgimento di esperimenti. L'esperimento che definisce il metodo sperimentale è basato sull'osservazione, spesso ripetuta nel tempo, fatta in condizioni particolari, artificialmente create e particolarmente adatte a far cogliere allo sperimentatore un aspetto non evidente di ciò che è sottoposto a indagine.
Il metodo sperimentale, inteso come specifica tecnica di indagine sulla realtà, consiste nella predisposizione e manipolazione intenzionale di variabili nel tentativo di derivare relazioni causali. Esso si distingue dai metodi non-sperimentali perché introduce nel set up sperimentale una specifica manipolazione o trattamento allo scopo di misurarne gli effetti.
La diffusione e generalizzazione del metodo sperimentale sono comunemente individuate come la causa determinante della rivoluzione scientifica dell'età moderna. A differenza della scienza naturale degli antichi, la scienza dei moderni sistematicamente manipola la natura per svolgere esperimenti. Gli scienziati non si limitano, cioè, a raccogliere osservazioni empiriche per formulare enunciati osservativi da porre in una qualche relazione con le teorie, ma intervengono attivamente nel mondo, impiegando varie tecniche e procedure per raccogliere in modo accurato informazioni circa i fenomeni che essi sono interessati a conoscere.

## Storia
Lo svolgimento di esperimenti per confermare o falsificare una teoria scientifica non era ignoto al mondo antico e medievale, e si ritrova ad esempio in Tolomeo, in Galeno e in Ibn al-Haytham (Alhazen).

## Caratteristiche del metodo sperimentale

### Variabili e costanti

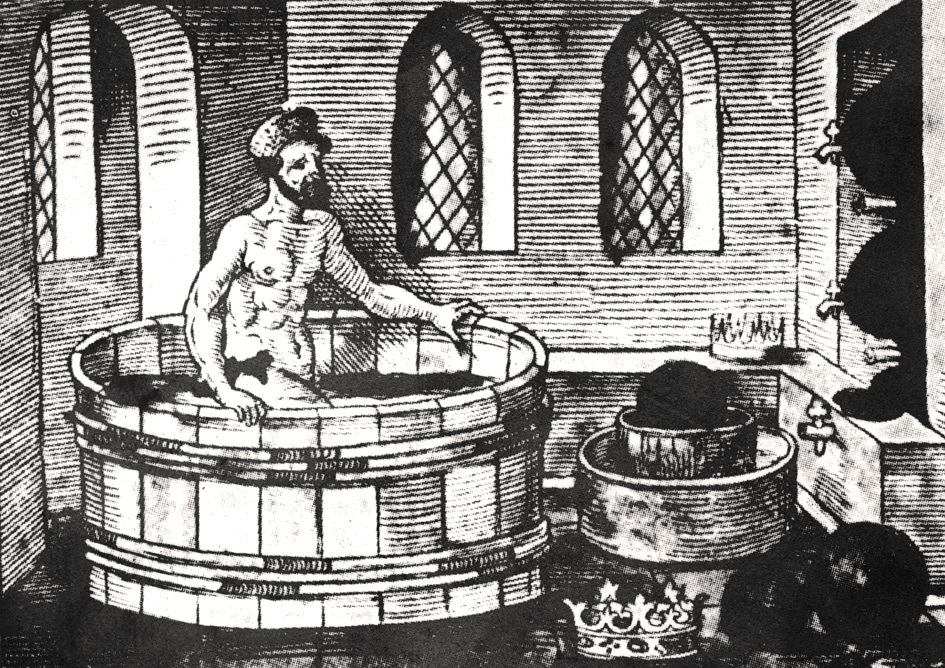
Archimede nel suo bagno. Xilografia di Peter Flötner dalla prima traduzione in tedesco di Vitruvio Pollione pubblicata nel 1548. Vitruvio racconta che Archimede giunse a formulare il suo famoso principio predisponendo un esperimento per scoprire se una corona fosse d'oro massiccio.

Il fattore che viene modificato dallo sperimentatore è chiamato "variabile indipendente"; i fattori che possono essere influenzati dalle modificazioni della variabile indipendente sono le "variabili dipendenti"; le "costanti" sono i fattori che non devono cambiare e che sono intenzionalmente mantenuti fissi affinché i risultati dell'esperimento siano probanti.

### Gruppo sperimentale e gruppo di controllo
Per garantire l'accuratezza dei risultati dell’esperimento il metodo sperimentale usa un "gruppo di controllo", nel quale la manipolazione non avviene e che viene posto a confronto con gli effetti osservati nel gruppo sperimentale a seguito della manipolazione. La presenza di un controllo riduce la plausibilità di spiegazioni alternative rispetto all'ipotesi che si intende testare.
Un "vero esperimento" distribuirà i partecipanti tra gruppo sperimentale e gruppo di controllo in modo casuale, per evitare la distorsione da selezione. Eventualmente, ad esempio nella ricerca medica e psicologica, i partecipanti all'esperimento e/o lo sperimentatore saranno all'oscuro del gruppo al quale i partecipanti sono assegnati (esperimento "in cieco" o "in doppio cieco").

### Replicabilità
Un esperimento deve avere la caratteristica di essere "replicabile": i risultati dell'esperimento devono potere essere confermati, o la loro accuratezza deve potere essere messa in discussione, ricreando il set up e ripetendo la procedura sperimentale, con o senza variazioni.

### Formulazione di ipotesi e sviluppo di teorie
L'esperimento non deve essere fine a se stesso, bensì diretto a confermare o falsificare una ipotesi di ricerca, che è la spiegazione plausibile ma incerta di un fenomeno. Tale spiegazione, che giustifica una previsione dell'esito dell'esperimento, può essere una supposizione ragionevole oppure può basarsi su un sistema formale. Se confermata, la previsione può corroborare la teoria scientifica di partenza; se smentita, può falsificare la teoria (Popper) e condurre al suo abbandono ("esperimento cruciale"), o può condurre alla formulazione di ipotesi di ricerca ulteriori per sviluppare la teoria e renderla coerente con l'esperimento (Lakatos).

## Limiti del metodo sperimentale

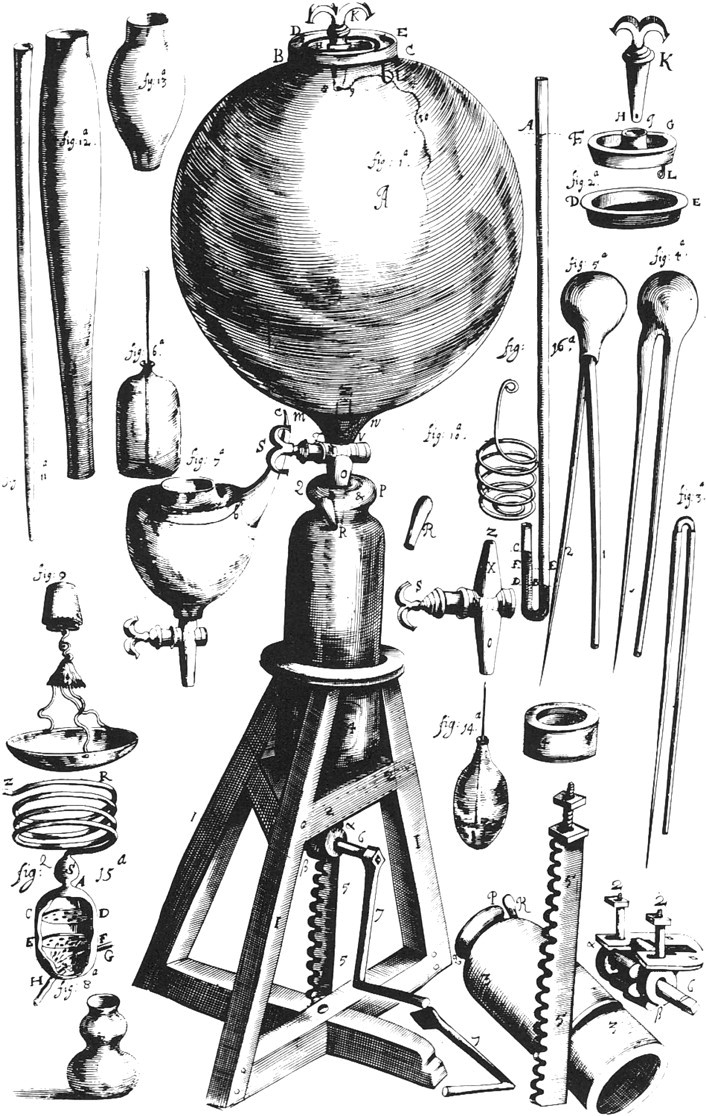
La prima pompa ad aria di Robert Boyle, da un'illustrazione dei suoi New Experiments Physico-Mechanical (1660). Nella lettura di Shapin-Schaffer 1985, il successo del metodo sperimentale (empirista e induttivista) dipese dalla creazione di macchine come questa, capaci di potenziare la percezione umana.

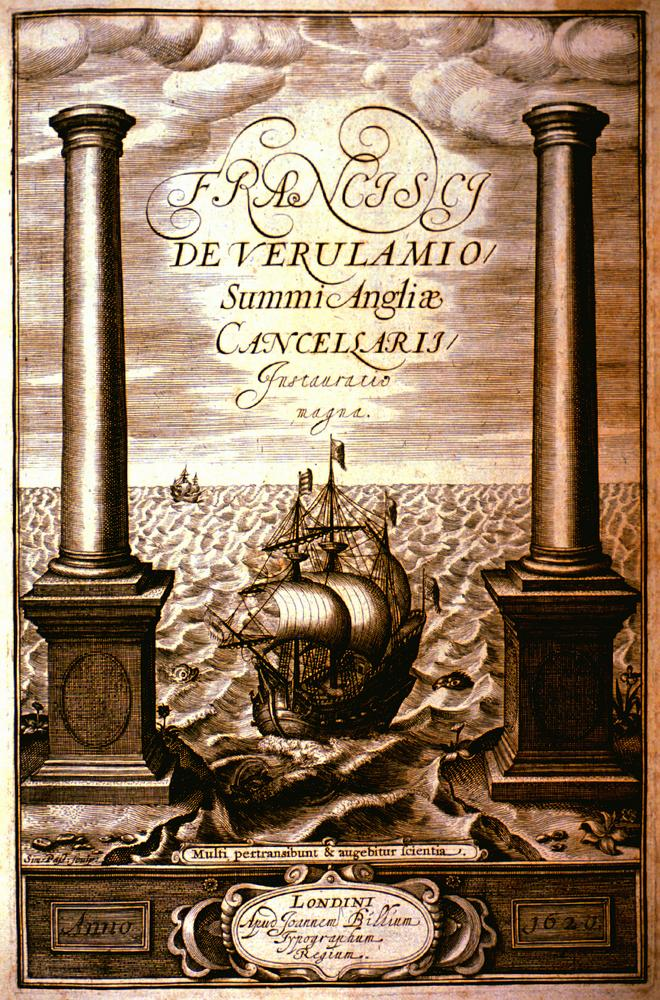
Il frontespizio del Novum Organum (1620) di Francesco Bacone celebra il nuovo sapere scientifico sperimentale rappresentato come vascello che, superando i limiti della filosofia classica, oltrepassa le colonne d'Ercole del mondo conosciuto.

La costruzione di una procedura di verifica delle ipotesi scientifiche dotata di tutte le caratteristiche del metodo sperimentale (ipotesi di ricerca, variabili dipendenti e indipendenti, costanti, vincoli, gruppi di controllo e tentativi ripetuti) non sempre è possibile. Molte scienze, come ad esempio le scienze della terra (geologia, meteorologia, climatologia, idrologia, ecc.) e l'astronomia, spesso non possono controllare le condizioni dell’esperimento – per valutare gli effetti di un fertilizzante su una produzione agricola, ad esempio, è impossibile mantenere costanti la temperatura e le precipitazioni. Si parla allora di studi "quasi-sperimentali" o di "indagini" (investigation), anziché di esperimenti, quando la ricerca si svolge mediante l’osservazione, la raccolta di dati, eventualmente la manipolazione di variabili, ma non include il controllo, o l'assegnazione casuale al gruppo sperimentale o al gruppo di controllo.
Quando il soddisfacimento dei criteri sperimentali è empiricamente impossibile, di fatto non praticabile o contrario all'etica, si parla di studi "non sperimentali". Negli studi non sperimentali il ricercatore non manipola la realtà, modificando una variabile per registrare gli effetti del suo intervento, ma si limita a ricavare informazioni mediante l'osservazione e, nelle scienze umane, mediante sondaggi, interviste, questionari, inchieste campionarie, ecc.
Il metodo osservazionale (o "descrittivo"), che nell'ambito delle scienze empiriche si contrappone al metodo sperimentale, è diffuso e ineliminabile. L'adozione del metodo sperimentale ha rappresentato una svolta nello sviluppo della scienza moderna, ma non tutte le scienze – e nemmeno tutte le scienze naturali – sono scienze sperimentali in senso stretto, perché non sempre è possibile includere gli elementi del metodo sperimentale. Gli astronomi non possono compiere esperimenti nei cieli, ma devono accontentarsi di osservarli nel modo più accurato possibile, e lo stesso vale per molte scienze sociali.
D'altra parte, il fatto che le ricerche non-sperimentali non controllino le variabili per determinare relazioni causali non significa che esse non possano formulare predizioni suscettibili di essere falsificate o confermate empiricamente, o che non possano utilizzare metodi quantitativi e statistici per svolgere studi di correlazione o studi epidemiologici, o che non possano sviluppare e utilizzare potenti dispositivi tecnologici per raccogliere osservazioni accurate di fenomeni altrimenti non rilevabili dalla percezione umana: il fatto che le ricerche siano non-sperimentali non implica, insomma, che esse non siano scientifiche, sia secondo gli usi comuni della parola "scienza" sia secondo gli standard più o meno esigenti discussi dalla filosofia della scienza.
In particolare, l'applicazione del metodo sperimentale incontra gravi limiti nelle scienze naturali cosiddette "storiche", come la paleontologia, l’archeologia, la biologia evolutiva e certi ambiti della geologia, dell'astronomia, della planetologia e dell'astrofisica. Due esempi sono l'ipotesi dell'asteroide all'origine dell'estinzione dei dinosauri e la teoria del "big bang" all'origine dell'universo: sembra improbabile che ipotesi e teorie del genere possano essere verificate o falsificate mediante la conduzione di esperimenti. Le scienze naturali storiche possono occasionalmente fare esperimenti, ma il metodo sperimentale è solo una possibilità e non un elemento essenziale del loro statuto scientifico.
Nelle scienze storico-sociali e psicologiche, la posizione del metodo sperimentale varia a seconda degli ambiti e degli approcci, ma è comunque più marginale e controversa che nelle scienze naturali. Virtualmente assente nelle scienze storiche – sebbene l'esperimento a volte si affacci, liberamente reinterpretato, in alcune teorie e metodologie della storia sociale di Marc Bloch e altri – nelle scienze sociali e in psicologia il metodo sperimentale occupa una posizione più o meno rilevante a seconda degli autori, delle scuole, delle teorie di riferimento e degli obiettivi conoscitivi della ricerca. L'uso del metodo sperimentale è a volte significativo negli studi sociali che adottano metodi quantitativi, nelle ricerche di psicologia cognitiva e di psicologia sociale, ma tende a scomparire nella teoria critica, nella teoria dei sistemi, nella psicoanalisi, negli studi culturali e in generale negli studi che adottano metodi qualitativi, come l'interazionismo simbolico e la grounded theory.

## Altri significati
L'espressione "metodo sperimentale" è a volte usata in senso ampio per riferirsi al metodo scientifico proprio delle scienze empiriche, essendo l'approccio empirico alla conoscenza basato sull'osservazione, diretta o indiretta, dei fenomeni, cioè sull'esperienza. In questa accezione lata, che include ma non si riferisce solo allo svolgimento di esperimenti, l'espressione si diffonde nel XVII secolo per indicare i nuovi orientamenti metodologici delle scienze naturali alla base della rivoluzione scientifica, a volte espressi con locuzioni come "filosofia sperimentale" o anche "filosofia meccanica". Qui il concetto di esperimento si identifica ancora con quello più ampio di esperienza: l'«esperienza sensata» di Galileo, o l'esperienza deliberatamente ricercata (experimentum), che Bacone distingue dall'esperienza casuale del mondo (experientia mera). Nel latino classico, medievale e della prima età moderna, infatti, "esperienza" (experientia) ed "esperimento" (experimentum) sono grossomodo sinonimi, e questa originaria indistinzione, che ancora sopravvive nel francese expérience e nel portoghese experiência, si riflette negli usi moderni e contemporanei di "metodo sperimentale" come sinonimo di metodo empirico-induttivo.
Le scienze sperimentali, come le scienze naturali e alcune scienze umane (o sociali), possono allora essere distinte sia dalle scienze formali, come la matematica, la geometria e la logica, sia dalle scienze umane che non seguono il metodo empirico, come in genere le discipline umanistiche (storia, filosofia, ecc.). Inoltre, l'adozione di un approccio empirico può distinguere la scienza dalle forme di conoscenza che non sono scientifiche ma pretendono di esserlo (cosiddette pseudoscienze), o che non sono né pretendono di essere scientifiche (metafisica, religione, ecc.). Pertanto, il metodo sperimentale inteso genericamente come metodo scientifico basato sull'esperienza svolge una funzione di demarcazione, che distingue sia la scienza da ciò che scienza non è, sia le scienze empiriche dalle scienze formali e dalle scienze umane non-empiriche.